# Staartvlekgrondel
De staartvlekgrondel (Amblygobius albimaculatus) is een straalvinnige vissensoort uit de familie van grondels (Gobiidae). De wetenschappelijke naam van de soort is voor het eerst geldig gepubliceerd in 1830 door Rüppell.